# Fińskie Siły Powietrzne
Fińskie Siły Powietrzne (fiń. Suomen ilmavoimat) zostały założone 6 marca 1918 roku. Do ich głównych zadań należy obrona powietrzna Finlandii. Należą do najstarszych na świecie sił powietrznych.

## Wojna zimowa
Na początku wojny zimowej, Finlandia posiadała tylko 114 samolotów zdolnych do walki z ZSRR. Główną siłą bojową fińskiej floty powietrznej było wówczas 41 względnie nowoczesnych Fokker D.XXI.
Misje fińskich sił powietrznych były bardzo ograniczone. Wykorzystywano je głównie do odparcia sowieckich ataków. Do końca wojny liczebność fińskich sił powietrznych wzrosła o ponad 50 procent.

## Wojna po stronie Niemiec

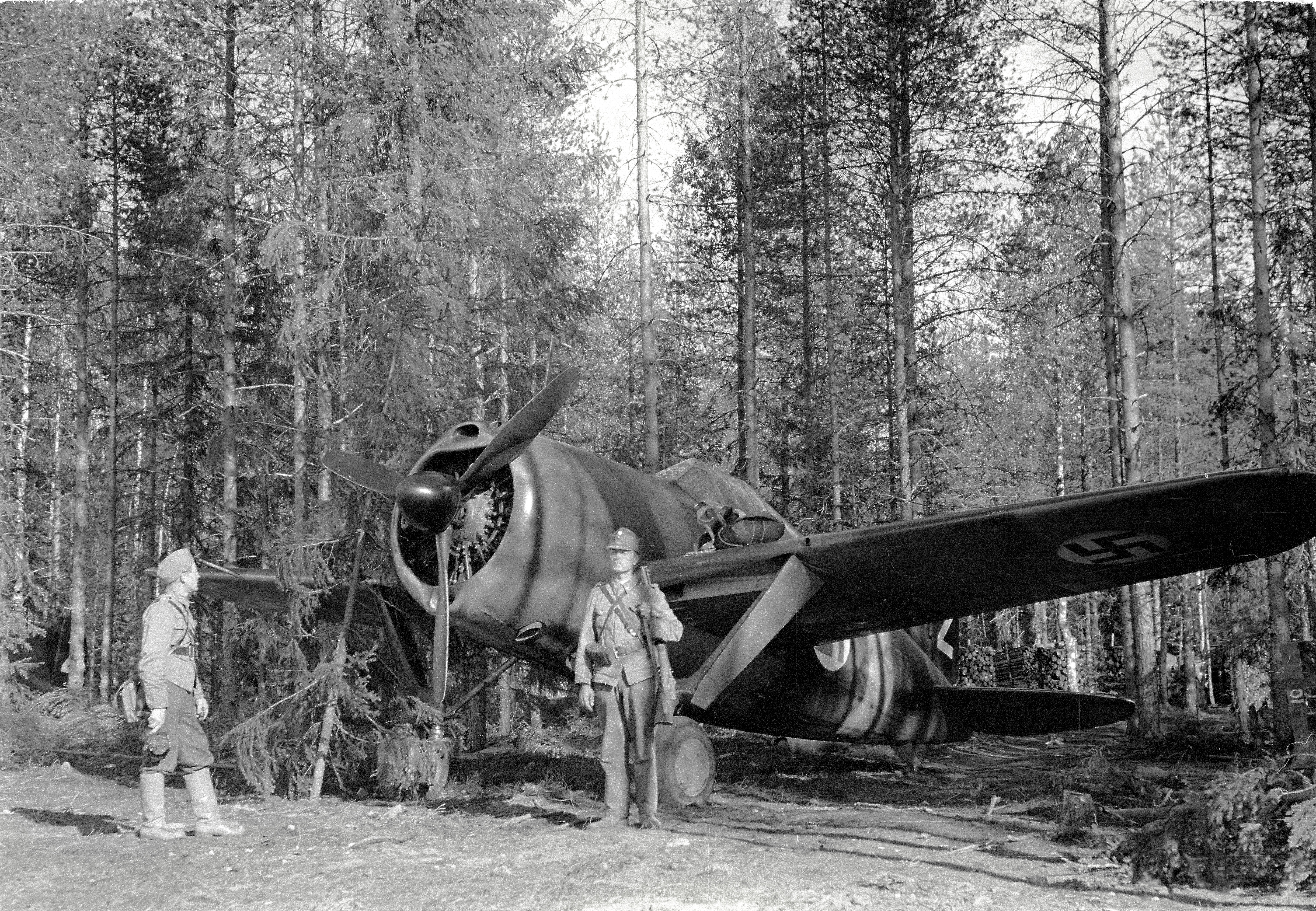
Brewster F2A Buffalo należący do lotnictwa fińskiego podczas trwania wojny kontynuacyjnej, 1941 rok

Po wybuchu wojny pomiędzy Niemcami a ZSRR Finlandia przystąpiła do wojny przeciwko ZSRR po stronie Niemiec (tzw. wojna kontynuacyjna). Posiadała wówczas około 550 samolotów różnych typów. Był to głównie samoloty brytyjskie typu Hawker Hurricane, francuskie Morane-Saulnier MS.406 oraz Curtiss P-36 Hawk. 44 samoloty Curtiss P-36 Hawk zdobyte we Francji i Norwegii zostały oddane fińskim siłom powietrznym przez Niemcy.

## Obecnie

Od 1947 roku na mocy pokoju paryskiego określono limit fińskich samolotów bojowych na poziomie 60 maszyn i 3000 personelu. Aktualnie służy w nich około 3100 zawodowych żołnierzy i 38000 personelu jest w rezerwie. Na początku XXI wieku siły powietrzne Finlandii dysponowały 184 samolotami. Na sprzęt fiński składają się m.in. samoloty ze Stanów Zjednoczonych, Wielkiej Brytanii, Holandii, i Szwajcarii. Finlandia posiada także samoloty własnej konstrukcji typu Valmet L-70 Vinka.
Najważniejszą siłę fińskich wojsk lotniczy stanowią myśliwce F/A-18 Hornet (oznaczone F-18 w służbie fińskiej), które zastąpiły MiG-21bis oraz Saab J35 Draken. Finlandia poszukiwała nowych samolotów od 1989, pierwotnie planowano zakup około 40 maszyn zachodnich i 20 MiG-29. Wraz z końcem ZSRR przeprowadzono otwarty przetarg, a w 1992 zdecydowano się na ofertę amerykańską zamiast szwedzkiego Saab JAS 39 Gripen. Umowie o wartości 3 miliardów USD towarzyszył 100% offset i transfer technologii, na którym skorzystała firma Nokia, rodzime zakłady Patria zmontowały 57 F-18C z 64 zamówionych samolotów (siedem dwumiejscowych F-18D traktowano jako samolot treningowy, aby nie przekroczyć limitu 60 samolotów), fińskie Hornety były ostatnimi maszynami generacji C/D, ich dostawy zrealizowano w latach 1995–2000. Lotnictwo transportowe składa się z holenderskich Fokker F27 i nowych hiszpańskich CASA C-295. Do szkolenia służą zmontowane w Finlandii przez Patrie (46 z 50 sztuk) BAE Hawk. Siłami powietrznymi kieruje Dowództwo Sił Powietrznych podlegają trzy regionalne Dowództwa Powietrzne: Lapland z siedzibą w Rovaniemi), Satakuntaz z siedzibą w Tampere-Pirkkala oraz Karelia siedzibą w Kuopio-Rissala.
Pod koniec lat 90. śmigłowce Mi-8 i MD-500 Ilmavoimat przeniesiono do wojsk lądowych (Maavoimat), których lotnictwo przez następne lata będzie oparte na 20 NHI NH90, 7 McDonnell Douglas MD-500D/E i środkach bezzałogowych.
Od 2004 myśliwce F/A-18 wraz z remontami zostały zmodernizowane, aby umożliwić im przenoszenie nowoczesnego uzbrojenia, do samolotów zakupiono 250 AIM-9X i 300 AIM-120C-7 AMRAAM (oryginalnie dostarczono AIM-9M i AIM-120A). Samoloty zwiększyły możliwości atakowania celów naziemnych, czyli zdolności na które nie pozwalał dawniej pakt Finlandii z ZSRR (zakaz posiadania samolotów szturmowych/broni ofensywnej), ze względu na wysokie koszty programu zakupy uzbrojenia powietrze-ziemia odsunięto w czasie. Fińskie myśliwce zintegrowane dotychczas z bombami szybującymi AGM-154 JSOW, a w planach jest uzbrojenie ich w pociski manewrujące AGM-158 JASSM. W 2009 roku podpisano umowę z firmą Patria Aviation Oy na modernizację awioniki 11 samolotów szkolno-bojowych Hawk Mk51. Wartość kontraktu to ponad 10 mln USD. Samoloty zostaną dostarczone w latach 2009–2010. Do 2013 zakłady Patria zmodernizują także 18 samolotów Hawk  Mk.66 odkupionych od Szwajcarii. Natomiast do 2014 roku Finowie wycofają większość z posiadanych samolotów szkolno-bojowych Hawk. 3 lata później ze służby odejdą tłokowe Valmety L-70 Vinka. W październiku 2016 roku wybrano nowy samolot szkolenia podstawowego, Grob 115E Tutor.

## Wyposażenie
| Zdjęcie | Samolot                         | Kraj pochodzenia              | Typ                      | Wersje          | W służbie | Uwagi |
| ------- | ------------------------------- | ----------------------------- | ------------------------ | --------------- | --------- | --- |
|         | McDonnell Douglas F/A-18 Hornet | Finlandia / Stany Zjednoczone | Myśliwiec wielozadaniowy | C D             | 54 7      | Planowane wycofanie ze służby około roku 2025; w roku 2016 rozpoczęto procedurę wyłonienia następcy Hornetów. |
|         | BAE Hawk                        | Finlandia / Wielka Brytania   | treningowy szturmowy     | Mk.51/51A Mk.66 | 47 18     | |
|         | Learjet 35                      | Stany Zjednoczone             | rozpoznaczy/zwiadowczy   | A/S             | 3         | |
|         | EADS CASA C-295                 | Hiszpania                     | transportowy             | C-295M          | 3         | |
|         | Pilatus PC-12                   | Szwajcaria                    | pasażerski/transportowy  | NG              | 6         | |
|         | Grob 115E Tutor                 | Niemcy                        | treningowy               |                 | 0/28      | Zastąpią maszyny Valmet L-70 Vinka.                                                                           |
|         | Valmet L-70 Vinka               | Finlandia                     | treningowy               |                 | 27        | |

### W przeszłości
Samoloty bojowe

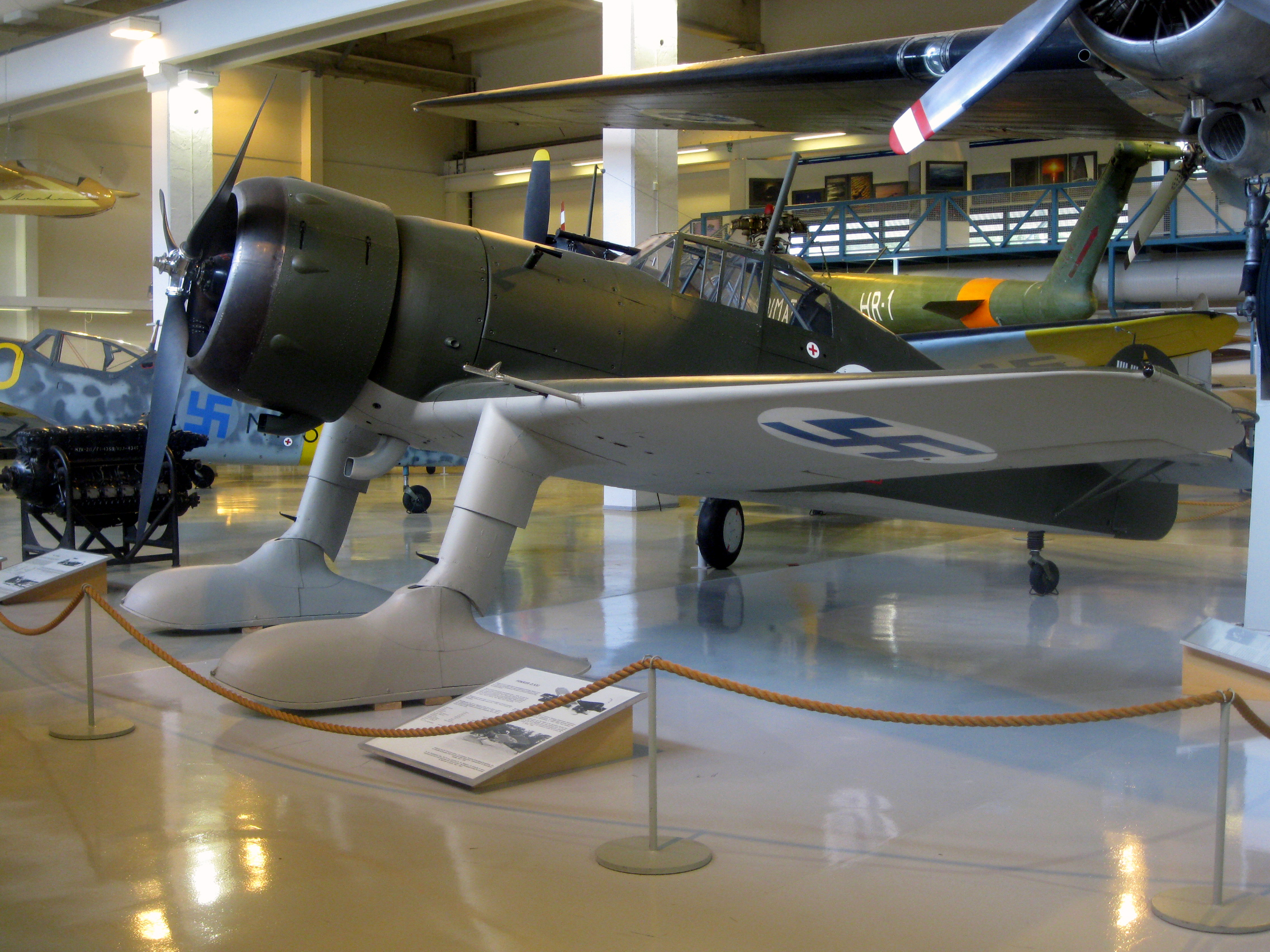
Fokker D.XXI

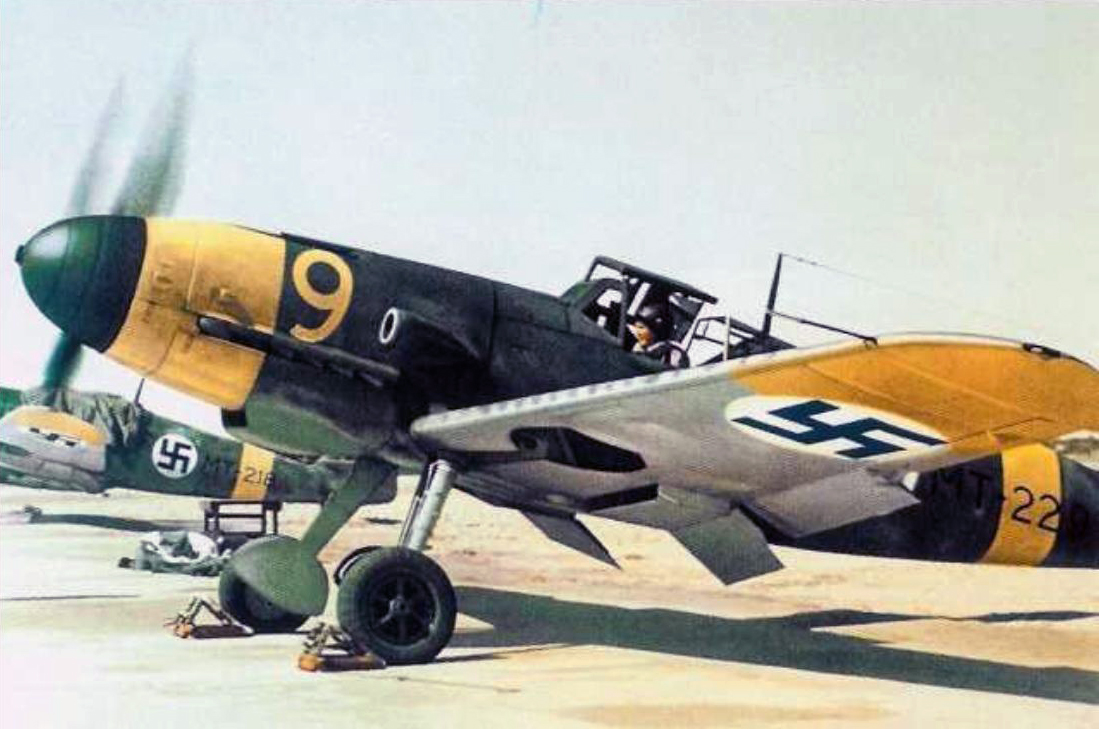
Messerschmitt Bf 109

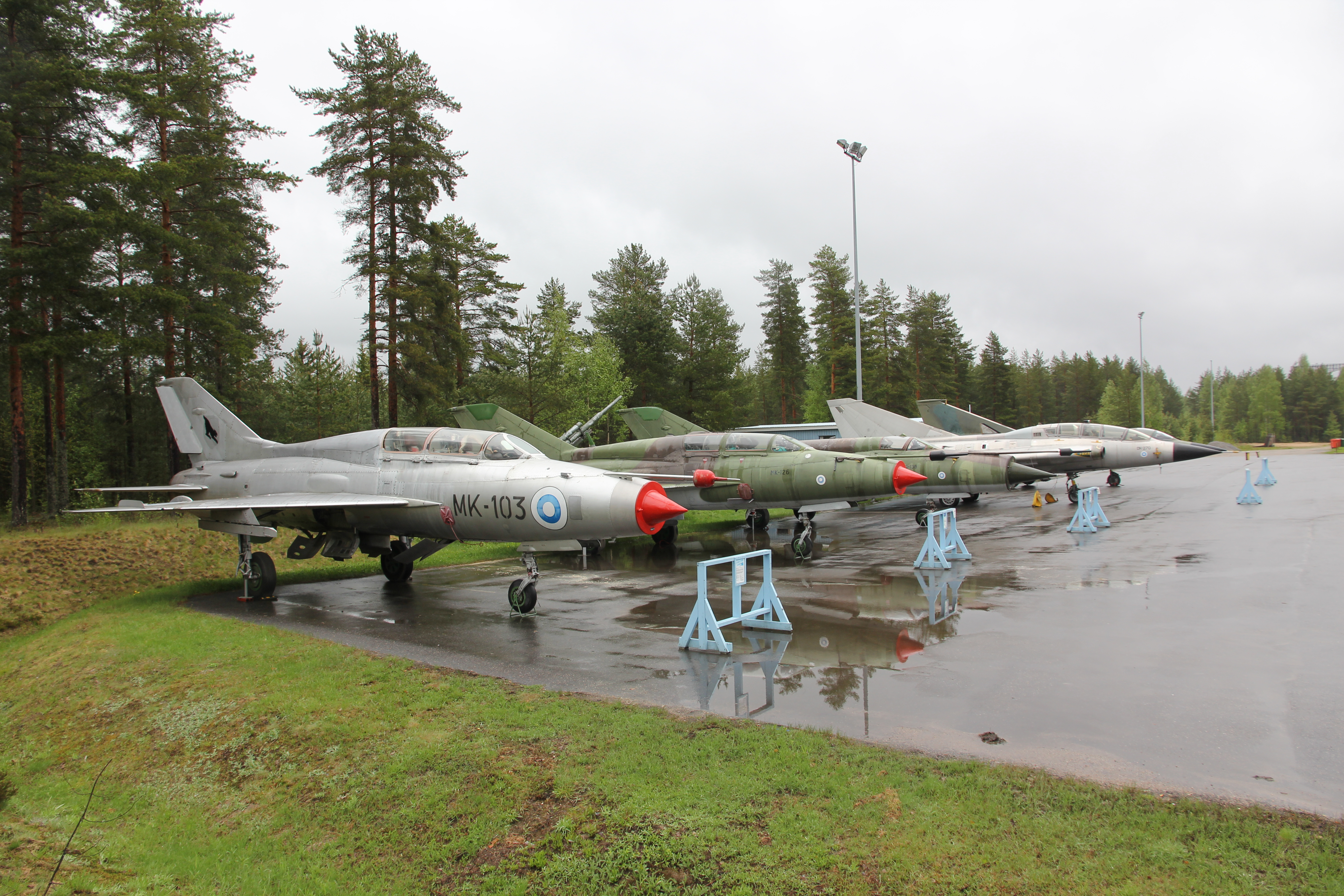
MiG-21 i J 35 Draken

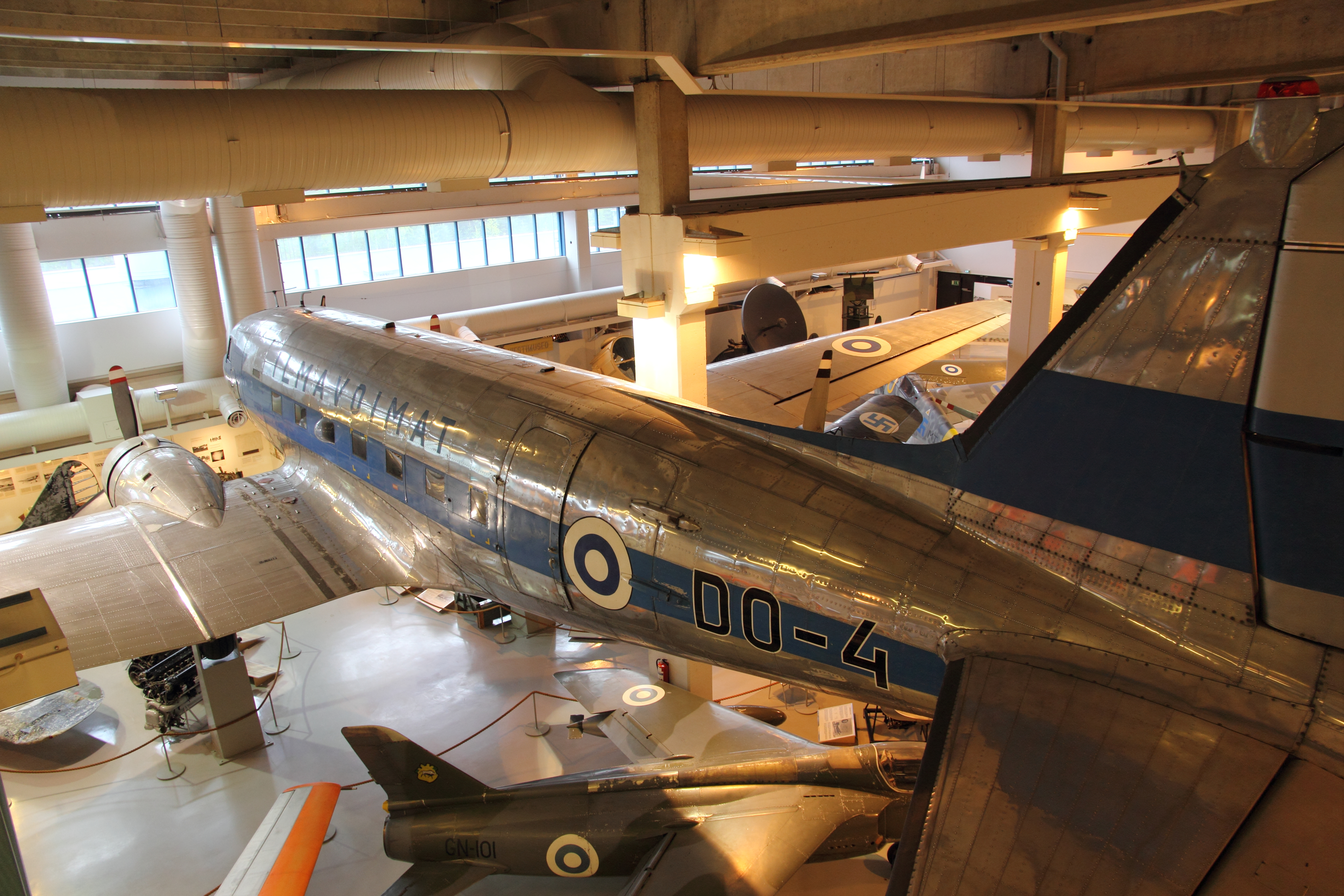
Douglas C-47

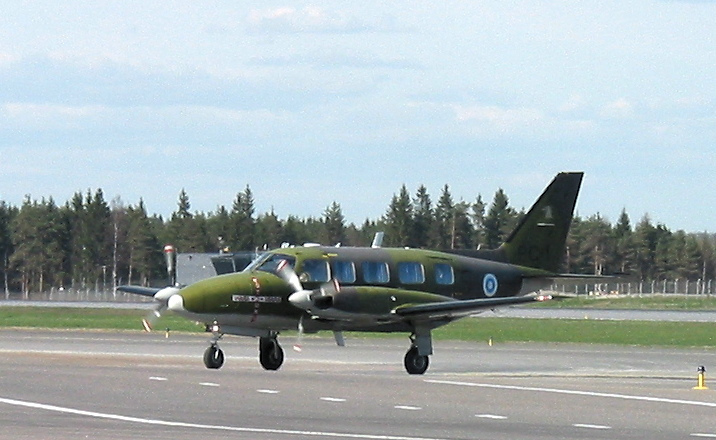
Piper PA-31-350 Chieftain

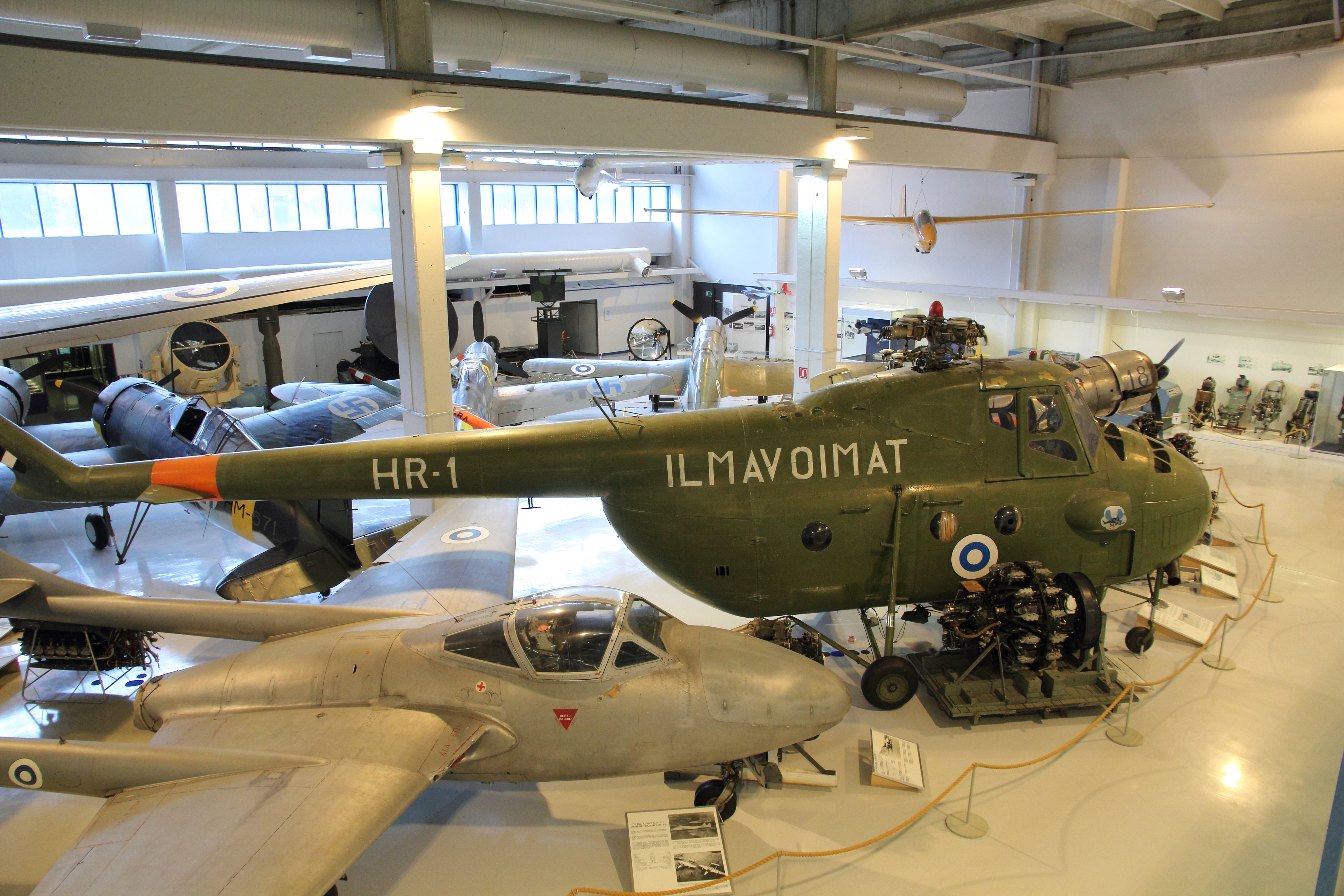
Vampire Mk.55 i Mi-4

- Gloster Gamecock Mk.II - 16 w latach 1929–1944
- Blackburn Ripon IIF - 26 w latach 1929–1945
- Bristol Bulldog Mk. IVA - 17 w latach 1935–1944
- Fokker D.XXI - 97 w latach 1937–1948
- Fokker C.X - 75 Mk.I, 22 Mk.IV w latach 1937–1958
- Bristol Blenheim Mk.II - 24 w latach 1940–1945
- Gloster Gauntlet Mk.II - 24 w latach 1940–1945
- Gloster Gladiator Mk.II - 30 w latach 1940–1945
- Morane-Saulnier MS.406 - 87 w latach 1940–1948
- Caudron CR.714 - 80 w 1940
- Brewster F2A Buffalo - 44 w latach 1940–1948
- Hawker Hurricane - 12 Mk.I 1940-1943, 3 Mk.II 1944
- Fiat G.50 - 35 w latach 1940–1946
- I-153Ter - 21 w latach 1940–1945
- DB-3M - 11 DB-3M 1940–1945, 3 DB-3F 1943–1945
- SB-3 - 17 latach 1941–1945
- Curtiss P-36 Hawk - 6 Hawk 75A-1, 9 H75A-2, 9 75A-3, 7 H75A-4, 6 H75A-6 w latach 1941–1948
- Pe-2 - 7 w latach 1942–1946
- Dornier Do 17 - 4 Z-1, 2 Z-2, 9 Z-3 w latach 1942–1948
- Junkers Ju 88A4 - 24 w latach 1943–1948
- Messerschmitt Bf 109 - 48 Bf 109G-2, 109 G-6, 2 G-8 w latach 1943–1954
- VL Myrsky - 47 w latach 1944–1947
- De Havilland Vampire - 6 FB.52, 9 T.55 w latach 1954–1965
- Folland Gnat - 13 Mk.1 w latach 1958–1972
- Ił-28 - 2 Ił-28, 2 Ił-28R w latach 1960–1981
- MiG-21 - 22 MiG-21F-13 1963–1986, 28 Bis 1978–1998, 2 MiG-21UTI, 2 MiG-21US, 2 MiG-21UM
- Saab J35 Draken - 6 J 35BS (1972), 12 J35XS (1974), 24 J 35FS (1977), 5 SK 35CS (1976) do 2000

Transportowe/użytkowe
- Aero A.32GR - 16 w latach 1929–1944
- Junkers W 34 - 5 W 34hi, 6 K 43fa latach 1930–1953
- Avro Anson I - 3 w latach 1936–1947
- Fokker F.VIIa - 1 w latach 1941–1943
- Focke-Wulf Fw 44J Stieglitz - 35 w latach 1940–1960
- Percival Pembroke C.Mk.53 - 2 w latach 1956–1968
- De Havilland Canada DHC-2 Beaver - 3 w latach 1958–1971
- Douglas C-47 Skytrain - 9 w latach 1960–1984
- Piper PA-31-350A Chieftain - 6 w latach 1983–2013
- Finlandia Valmet L-90 Redigo
- Holandia Fokker F27

Treningowe
- De Havilland DH.60 Moth - 18 DH.60G w latach 1929–1944
- VL Tuisku II - 30 w latach 1935–1950
- VL Pyry - 42 w latach 1939–1962
- Valmet Vihuri - 51 w latach 1951–1959
- Fouga CM 170R Magister - 80 w latach 1958–1988
- Saab 91D Safir - 36 w latach 1958–1982
- MiG-15UTI - 36 w latach 1962–1977

Śmigłowce
- PZL SM-1 - 4 w latach 1961–1967
- Mi-4 - 3 w latach 1961–1979
- Sud-Aviation S.E.3130 Alouette II - 2 w latach 1966–1975
- Agusta-Bell 206A - 1 w latach 1968–1979
- Mi-8 - 9 T, 2 P[8] w latach 1973–1998 (do Maavoimat, wycofane w 2010)
- Hughes 500 - 3 C 1975-1998, 2 D 1983-1998 (do Maavoimat, 500C zastąpiły MD-500E)